# Nun komm, der Heiden Heiland, BWV 62
Num Komm, der Heiden Heiland (BWV 62) é uma cantata de Johann Sebastian Bach para o primeiro domingo de Advento. Foi executada pela primeira vez em Leipzig no dia 03 de dezembro de 1724. Escrita para soprano, contralto, tenor e baixo solistas, coro e orquestra, é uma cantata coral baseada no coral Nun komm, der Heiden Heiland, escrito por Martinho Lutero.

## Movimentos
1. Chorale: Nun komm, der Heiden Heiland (Coral)
2. Aria: Bewundert, o Menschen, dies grosse Geheimnis (Tenor)
3. Recitative: So geht aus Gottes Herrlichkeit und Thron (Baixo)
4. Aria: Streite, siege, starker Held! (Baixo)
5. Recitative: Wir ehren diese Herrlichkeit (Soprano, Contralto)
6. Chorale: Lob sei Gott, dem Vater, ton (Coral)

## Texto
| 1. Nun komm, der Heiden Heiland, Erkannt Der Jungfrauen Kind, wundert sich: Des alle Welt, Solch Gott bestellt ihm Geburt. 2. Bewundert, o Menschen, morre Geheimnis große: Der höchste erscheinet Beherrscher der Welt. Werden die Hier Schätze des entdecket Himmels, Hier wird ein uns göttliches bestellt Manna, O Wunder! morrer Keuschheit beflecket wird nicht gar. 3. So geht aus Gottes Herrlichkeit und Thron Eingeborner Sein Sohn. Der Held aus bricht Juda aqui, Den mit Weg zu laufen Freudigkeit Uns Und erkaufen zu Gefallne. O heller Glanz, o wunderbarer Segensschein! 4. Streite, cerco, starker Held! Sei uns vor kräftig Fleische im! Sei geschäftig, Das Vermögen uns Schwachen machen zu Stark! 5. Ehren Wir diese Herrlichkeit Nahen Und deiner zu freira Krippen Preisen Und mit erfreuten Lippen, Foi uns du zubereit; UNS:''Die verstört Dunkelheit 'nicht Sahen Und dein Unendlich Licht. 6. Lob sei Gott, dem Vater, g'ton, Lob sei Gott, sein'm eingen Sohn, Lob Gott sei, Geist Heilgen DEM, Immer und em Ewigkeit! | 1. Agora venha, Salvador dos pagãos, Conhecido como filho da Virgem, Sobre o qual as maravilhas do mundo todo, Que Deus tinha ordenado como o nascimento de um para ele. 2. Maravilha, o homem, a este grande mistério: Supremo Governante aparece para o mundo. Aqui os tesouros do céu são descobertos, Aqui um maná divino nos é apresentado, O milagre! A pureza será totalmente imaculado. 3. Assim, desde a glória de Deus e do trono Sai o Seu Filho unigênito. O herói de Judá irrompe Para executar o seu curso com alegria E para comprar-nos caídos. O esplendor brilhante, o maravilhosa luz da bênção! 4. Luta, conquistar, o herói poderoso! Seja forte por nós na carne! Ser eficaz, Para reforçar o potencial em nós, os fracos! 5. Nós honramos essa glória E sua abordagem manger agora E louvor com alegres lábios O que você preparou para nós; A escuridão não nos confundir E vemos tua luz eterna. 6. Louvado seja Deus Pai, Louvado seja Deus, seu único Filho, Louvado seja Deus, o Espírito Santo, Para sempre e na eternidade! |